# Пранча
Пранча́ (укр. Пранча, крымскотат. Prança, Пранча) — исчезнувшее село в Советском районе Республики Крым, располагавшееся на северо-западе района, в степной части Крыма, к северо-востоку от современного села Алмазное на правом берегу реки Суджилка, ныне спрямлённой и превращённой в коллектор для вод, поступающих из Северо-Крымского канала.

## История
Первое документальное упоминание села встречается в Камеральном Описании Крыма… 1784 года, судя по которому, в последний период Крымского ханства Перанша входил в Кучук Карасовский кадылык Карасьбазарскаго каймаканства. После присоединения Крыма к России (8) 19 апреля 1783 года, (8) 19 февраля 1784 года, именным указом Екатерины II сенату, на территории бывшего Крымского Ханства была образована Таврическая область и деревня была приписана к Левкопольскому, а после ликвидации в 1787 году Левкопольского — к Феодосийскому уезду Таврической области. После Павловских реформ, с 1796 по 1802 год, входила в Акмечетский уезд Новороссийской губернии. По новому административному делению, после создания 8 (20) октября 1802 года Таврической губернии, Пранча был включён в состав Урускоджинской волости Феодосийского уезда.
По Ведомости о числе селении, названиях оных, в них дворов… состоящих в Феодосийском уезде от 14 октября 1805 года , в деревне Пронша числилось 4 двора и 28 жителей. На военно-топографической карте генерал-майора Мухина 1817 года деревня Пранча обозначена с 16 дворами. После реформы волостного деления 1829 года Прапшу, согласно «Ведомости о казённых волостях Таврической губернии 1829 года», отнесли к Бурюкской волости (переименованной из Урускоджинской). Затем, видимо, вследствие эмиграции крымских татар в Турцию, деревня опустела и на карте 1836 года обозначены уже развалины деревни Пранча, как и на карте 1842 года. В дальнейшем в доступных источниках не встречается.